# Mortal Kombat: Die Reise beginnt
Mortal Kombat: Die Reise beginnt (Originaltitel: Mortal Kombat: The Journey Begins) ist ein von Treshold Entertainment produzierter Animationsfilm aus dem Jahr 1995. Der Film beinhaltet nicht nur 2D-Animationen, sondern auch CGI- und Motion-Capture-Effekte. Er handelt von der Geschichte aller Spielfiguren (außer Kano und Reptile) aus dem ersten Teil des Videospiels „Mortal Kombat“.

## Inhalt
Die Charaktere Liu Kang, Johnny Cage und Sonja Blade reisen auf einem mysteriösen Schiff, um zu dem Turnier „Mortal Kombat“ zu gelangen. Auf dem Weg treffen sie auf den Donnergott Raiden, der ihnen ein paar Hinweise gibt, wie sie Shang Tsung und seine Armee besiegen können. Auf der Insel angekommen, erzählt Raiden ihnen die Herkunft folgender Charaktere: Shang Tsung, Goro, Scorpion, Sub-Zero, und dem großen Kung Lao. Dazwischen werden verschiedene Kampfszenen gezeigt.

## Produktion und Veröffentlichung
Der Film wurde 1995 von Treshold Entertainment nach einem Drehbuch von Kevin Droney produziert. Die Musik komponierte Jonathan Sloate.
Mortal Kombat: The Journey Begins wurde von New Line Home Video auf VHS und Laserdisc (letztere Fassung nur in den USA) veröffentlicht und hat insgesamt eine Spieldauer von 54 Minuten.

## Synchronisation
| Rolle       | englischer Sprecher |
| ----------- | ------------------- |
| Shang Tsung | Jim Cummings        |
| Sonya Blade | Jennifer Hale       |
| Sub Zero    | Jim Cummings        |
| Liu Kang    | Randy Hamilton      |
| Johnny Cage | Jeff Bennett        |
| Scorpion    | Jeff Bennett        |
| Raiden      | Ron Feinberg        |
| Goro        | Ron Feinberg        |